# Сан Рамон Км. 812, Сан Рамон де лос Ибара (Виљагран)
Сан Рамон Км. 812, Сан Рамон де лос Ибара (шп. San Ramón Km. 812, San Ramón de los Ibarra) насеље је у Мексику у савезној држави Тамаулипас у општини Виљагран. Насеље се налази на надморској висини од 470 м.

## Становништво
Према подацима из 2005. године у насељу су живела 2 становника.

### Хронологија
| Година       | 2000 | 2005 |
| ------------ | ---- | ---- |
| Становништво | 2    | 2    |

### Попис
| # | Индикатор                        | Вредност |
| - | -------------------------------- | -------- |
| 1 | Укупно појединачних домаћинстава | 1        |